# Eclesiologia
Eclesiologia (do grego ekklesia e logos) é o ramo da teologia cristã que trata da doutrina da Igreja: origem, características, marcas, função, organização, forma de governo, disciplina, confessionalidade, ecumenismo com outras igrejas, mudanças temporais, relacionamento com o mundo, papel social etc.

A Eclesiologia tem como referencial bíblico – teológico a Cristologia e a Pneumatologia (estudo do Espírito Santo), pois Igreja, em sentido teológico, é uma realidade espiritual. Assim sendo, a pesquisa no estudo da Eclesiologia, sempre fará uso recorrente da história da Igreja, em todos os seus momentos, seja, nos pais apostólicos, patrística grega e latina, escolástica, reforma e contra reforma, concílios ecumênicos até o concílio vaticano II. Como podemos notar é um período longo e que nos leva a afirmar que, Eclesiologia abrange história da Igreja. É na história da Igreja que nasce a Eclesiologia. O primeiro tratado sobre eclesiologia foi publicado em 1301-1302 por Tiago de Viterbo na obra intitulada De regimine christiano. 
"O estudo da Eclesiologia geralmente é tratado pela Teologia Sistemática, que é o ramo da teologia que descreve de forma ordenada, racional e coerente verdades da fé cristã, em 'tratados dogmáticos' por muitas vezes extensos. Há por exemplo tratados eclesiológicos que ultrapassam duzentas páginas. É, na verdade, um estudo muito extenso que abrangeria tempo para tratar dos diversos assuntos e pesquisa sobre variadas questões que poderiam advir do seu estudo."

## Fundamentação bíblica de Igreja - Antecedentes no Antigo Testamento
No Antigo Testamento podemos entender que o vocábulo Igreja é proveniente do termo hebraico  קָהָל (qahal). A raiz do termo hebraico קהל, traduzida para o grego pela LXX (Septuaginta) como εκκλεω (ekkleo), é empregada no Antigo Testamento como verbo ou substantivo.
Como verbo  קָהָל (qahal) tem o sentido de “reunir-se, congregar-se, juntar-se, amotinar-se, concentrar-se” (Ni), “congregar, convocar, reunir” (Hi).
 

Neste sentido, portanto, irá expressar a ideia de reunir um grupo de pessoas tais como o povo (cf. Dt 4,10), autoridades e anciãos (cf. Dt 31,28) e as tribos de Israel (cf. 1Rs 12,21), para um propósito seja ele:
"[...] defesa mútua (cf. Est 8,11; 9,2; 15-16,18); entrar em guerra (cf. Js 22,12; Jz 20,1); adorar (cf. 2Cr 20,26); pedir a ídolos (cf. Êx 32,1); ungir Arão (cf. Lv 8,4); armar a tenda da congregação (cf. Js 18,1); transportar a arca até o templo (cf. 1Rs 8,2; 2Cr 5,3); juntar uma turba contra alguém (cf. Jr 26,9); rebelar-se contra alguém (cf. Nm 16,3; 20,2; 2Sm 20,14); recenseamento (cf. Nm 1,18); purificação dos levitas (cf. Nm 8,9); para fazer sair água da rocha (cf. Nm 20,8); para ouvir as palavras da lei (cf. Êx 35,1; cf. Dt 31,12,28), e para ouvir a mensagem de despedida de Moisés (cf. Dt 4,10)."
Como substantivo  קָהָל (qahal) vai transmitir a ideia de assembleia, grupo, congregação e a LXX o traduz por εκκλεσια (ekklesía), embora em 36 casos  קָהָל (qahal) é traduzido por συναγωγη (synagogé). O substantivo קָהָל (qahal) vai designar a ideia de uma assembleia de qualquer espécie e objetivo, mas especialmente uma assembleia que objetive propósitos religiosos como ocorre na experiência do Horebe, chamado de “dia da congregação” (cf. Dt 9,10; 10,4; 18,16), em ocasiões de festas, jejum e adoração (cf. 2Cr 20,5; 30,25; Ne 5,13; Jl 2,16). Expressa, portanto, uma assembleia cerimonial que abarca o resultado da aliança feita no Sinai por uma comunidade histórica, ou seja, o povo de Israel.
Na Bíblia Hebraica o substantivo קָהָל (qahal) pode designar uma congregação como corpo organizado, conforme podemos observar em Dt 31,30 (toda congregação de Israel);  Ne 13,1 (congregação de Deus); Nm 16,3 (sobre a congregação do Senhor). No entanto, o sintagma קְהַל יְהוָה (qehal yhwh {adonay}) (cf. Dt 23, 2-4; Mq 2,5; 1Cr 28,8), que a LXX traduz por εκκλησιαν κυριου (ekklesía kyriou) que significa Assembleia do Senhor, é o que mais se aproxima do que hoje conhecemos por “Igreja do Senhor”.

### Significado de “εκκλεσια” antes da literatura neotestamentária
O termo εκκλεσια na literatura do grego clássico é atestada em Eurípides e Heródoto no sec. V a.C, com o significado de “assembleia popular dos cidadão efetivos e componentes da polis, (cidade)”. A εκκλεσια na Grécia antiga, alcançou sua importância máxima no séc. V a.C, quando se reunia em intervalos regulares, em Atenas por exemplo cerca de 30 a 40 vezes ao ano, sendo, porém, menos frequente em outros lugares. A reunião de uma εκκλεσια servia para dirimir assuntos como: mudanças de lei, nomeações para posições oficiais e questões de importância política seja interna ou externa como contratos, tratados, guerra e paz, e finanças. Em uma εκκλεσια cada cidadão tinha o direito de falar, propor e debater assuntos, podendo somente discutir propostas se houvesse a opinião de um perito sobre um assunto. As reuniões da εκκλεσια eram iniciadas com orações e sacrifícios às divindades da cidade.
"A εκκλεσια 'antes da tradução da LXX e dos tempos do Novo testamento' nunca era usada como comunidade religiosa, pois, caracterizava-se por ser uma assembleia da polis (cidade) constituída por cidadãos efetivos, arraigada em constituição democrática que tomava decisões fundamentais e de cunho político e judicial, e com competência variada em vários estados."
A partir do sec. II a.C, período este do grego koinê, ou seja, o grego comum a palavra συναγογη (synagogé) começou a ser usada, em sentido intransitivo, para designar a assembleia regular, principalmente festiva como refeições e sacrifícios, de grupos de comunidades cúlticas. No entanto, não é possível atestar claramente que συναγογη, no Grego Clássico (séc. V a.C), fosse empregado no sentido de assembleia, sendo este muito provavelmente originado no judaísmo no período helenístico (séc. IV a.C). Portanto, dentro do contexto do sec. III a II a.C, συναγογη,  é empregado pela LXX para “indicar a comunidade de Javé” definida de forma religiosa.
É importante ressaltar que quando a LXX emprega εκκλεσια na tradução do hebraico קָהָל (qahal), o faz para indicar a assembleia do povo ou uma assembleia jurídica (cf. Dt 9,10; 23,3ss; Jz 21,5,8; Mq 2,5) e corpo político (cf. Esd 10,8; 12; Ne 8,2;17). Especialmente em Crônicas a LXX emprega εκκλεσια como assembleia do povo para adoração (cf. 2Cr 6,3; 30,2,4,13,17). O emprego de εκκλεσια como assembleia do povo de Deus é caracterizado pela resposta ao chamado de Javé, embora faça alusão a grandeza histórica de Israel.
Sendo assim, percebemos que εκκλεσια na LXX não emprega o sentido que outrora tinha no grego clássico, sentido este de uma assembleia da polis (cidade), mas, sim, de uma assembleia do povo de Deus.

## O termo “εκκλεσια” – significado e emprego no Novo Testamento
O termo εκκλεσια (ekklesía) é composto de uma preposição εκ (ek) e do substantivo κλεσια (klesia). Quanto a preposição εκ (ek) o seu significado denota “origem”, no sentido de procedência de um ponto de onde procede um movimento. Pode significar “de, fora, depois, entre, por, o meio de, a partir de, entre, adiante, sobre, para fora”. Com frequência esta preposição é usada em composição a outra palavra significando “fora de, embora”. Sugere também a “algo que parte do interior para o exterior” .
O substantivo κλεσια (klesía) é a forma mais curta do verbo καλεω (kaleo) {“chamar, chamar para”}. Este denota o mesmo sentido do verbo assumindo o significado de “um chamado, convite, intimação, mensagem, convocação de Deus para a religião da vida”.
Tendo em vista os dados até aqui apresentados, desde o substantivo hebraico קָהָל (qahal), passando pela abordagem do termo εκκλεσια no período que antecedeu os escritos do Novo Testamento, podemos, então, afirmar, que εκκλεσια nos escritos neotestamentários poderá assumir o significado literal de: “um chamado (para) fora; uma assembleia; reunião da assembleia; uma comunidade; congregação; Igreja; sociedade; a assembleia de cristãos na cidade ou comunidade”.

O emprego de εκκλεσια no Novo Testamento ocorre 114 vezes.
"Nos evangelhos somente em Mateus 3 vezes; Em Atos dos Apóstolos 23 vezes; Nos escritos paulinos 62 vezes; Em Hebreus 02 vezes e em Tiago 01 vez; Na terceira carta de João 03 vezes; Em Apocalipse 20 vezes".
Nota-se no entanto, que o termo εκλλεσια não aparece nas epístolas de 1ª e 2ª Pedro; 2ª Timóteo e Tito.